# Teach-In
 (mai 2020).
Si vous disposez d'ouvrages ou d'articles de référence ou si vous connaissez des sites web de qualité traitant du thème abordé ici, merci de compléter l'article en donnant les références utiles à sa vérifiabilité et en les liant à la section « Notes et références ».
Teach-In est un groupe néerlandais, notamment connu pour avoir gagné le Concours Eurovision de la chanson 1975 pour les Pays-Bas le 22 mars 1975 à Stockholm en Suède (avec 152 points). Cette victoire fut remarquée parce qu’ils étaient les premiers dans l’ordre de passage, alors qu’être le dernier sur scène est considéré comme un avantage.
Les Teach-In, dont la musique était proche de celle d'ABBA, étaient Getty Kaspers, Chris de Wolde, Ard Weeink, Koos Versteeg, John Gaasbeek et Ruud Nijhuis.

## Biographie
Le groupe est fondé en 1967, avec des membres différents de ceux de 1975. La chanteuse Getty Kaspers rejoint la formation en 1973, au moment où ils obtiennent leur premier contrat avec le producteur et compositeur Eddy Ouwens. Auparavant, un line-up initial avait permis au groupe d'obtenir un premier succès avec un top no 11 courant 1971 avec Spoke to The Lord Creator. En 1974, le groupe a trois titres classés dans le Top 20 aux Pays-Bas. Fly Away et In the Summer Night atteignent le top 5.
En 1975, ils enregistrent et sortent le 15 mars Ding-A-Dong qui remporte le Concours Eurovision de la chanson 1975 le 22 mars et se classe dans le hit-parade de presque tous les pays européens. À l'automne 1975 sort Goodbye Love, premier extrait du nouvel album Get on Board. Ce single se classe une fois dans le top 5 des Pays-Bas. Il est suivi d'un autre hit single, Rose Valley (no 1 au top 20). Après ce dernier Getty Kaaspers quitte le groupe. Elle sort quelques mois plus tard les singles Love Me, un single qui est largement diffusé à la radio aux Pays-Bas mais qui ne se classera pas. Il lui faut attendre 1977 avoir de se retrouver no 1 en Russie avec I'm Alone.
Le groupe quant à lui connaît un nouveau line-up, Betty et Marianne devenant les nouvelles voix du groupe. Upside Down, le nouveau single connaît un grand succès. Il se classe no 2 en Hollande, marche très bien en Belgique, et permet au groupe de faire un nouveau succès en Allemagne sans y briller exceptionnellement. Ils sont régulièrement invités à l'émission télévisée de l'ARD Musikladen. Suivent trois autres singles et l'album See The Sun.
Le groupe se relance à l'automne 1978 avec Dear John, qui leur vaut un nouveau top 5 en Hollande et un beau succès dans divers pays européens. Après ce nouveau hit single le groupe  obtient de nouveaux top 20 au Benelux avec The Robot puis Greenpeace (en soutien à l'organisation écologiste du même nom).
Au printemps 1979 sortira le dernier album du groupe. Peu après Marianne annonce son départ, suivie par autres membres. Teach-In continue avec Betty, Ruud Nijhuis et Koos Versteeg, sortant les singles Regrets et Bad Days/I Wish You All The Lucks. Ces titres ne se classent, et le groupe se sépare.
En juin 1979, deux anciens membres du groupes, Getty Kaspers et John Gaasbeek, rejoints par Wilma van Diepen, forment le trio Balloon trio. Getty Kaspers a ensuite poursuivi une novuelle carrière solo, notamment avec l'album Getty. Elle chante également sur l'album de Rick van der Linden Cum Laude et sur des enregistrements pour Radio Veronica.
Le groupe s'est reformé pour la finale du Concours Eurovision de la chanson 2021 où plusieurs autres anciens vainqueurs interprètent leurs titres gagnantes entre les passages des chansons en compétition.

## Discographie

### Albums
- 1974 Roll Along
- 1975 Festival (1er album Roll Along minus 3 tracks mais avec Ding-a-dong & Let Me In)
- 1975 Get on board
- 1977 See the sun
- 1979 Greenpeace